# Fuentealbilla
Fuentealbilla er en by og kommune i det sydøstlige Spanien i provinsen Albacete. Den har et indbyggertal på 1.799 (2024) indbyggere.
Fodboldspilleren Andrés Iniesta, som spillede for FC Barcelona blev født i byen.